# Isole Ogasawara
Le isole Ogasawara (小笠原諸島?, Ogasawara Shotō), note anche come Isole Bonin, sono un arcipelago di oltre 30 isole tropicali e sub-tropicali situate a sud della capitale giapponese Tokyo. Amministrativamente, appartengono alla città di Tokyo, di cui formano uno dei villaggi, il villaggio Ogasawara.
Il nome giapponese è isole Ogasawara (小笠原諸島?, Ogasawara shotō). Il nome di isole Bonin deriva dai caratteri 無人 (oggigiorno pronunciati mujin o munin), che vuol dire niente persone, o disabitate.
Le isole hanno una superficie di circa 84 km². Le uniche isole permanentemente abitate sono Chichi jima (父島?) e Haha-jima (母島?). Vi è anche una base militare a Iwo Jima con un personale di circa 400 individui. L'arcipelago più vicino è quello delle isole Izu, ma geologicamente i due arcipelaghi sono separati.

## Divisioni dell'arcipelago
Le isole Ogasawara si suddividono in quattro gruppi principali, in grassetto sono indicate le isole principali, sotto le isole satelliti:
- Arcipelago Ogasawara (小笠原群島?, Ogasawara Guntō), anche noto come arcipelago Bonin:
  - Gruppo dello sposo (聟島列島?, Muko-jima Rettō), anche noto come gruppo Parry:
    - Isola settentrionale (北之島?, Kita-no-jima);
      - Isola mediana (中ノ島?, Naka-no-jima);
      - Isola dei pesci (笹魚島?, Sasayo-shima);
      - Piccola isola nordoccidentale (北西小島?, Hokusei-kojima);
      - Piccola isola occidentale (西小島?, Nishi-kojima);
      - Piccola isola sudoccidentale (南西小島?, Nansei-kojima);
      - Prima roccia (一ノ岩?, Ichi-no-iwa);
      - Seconda roccia (二ノ岩?, Ni-no-iwa);
      - Terza roccia (三ノ岩?, San-no-iwa);
      - Quarta roccia (四ノ岩?, Shi-no-iwa);
      - Quinta roccia (五ノ岩?, Go-no-iwa);

    - Isola sposo (聟島?, Muko-jima);
      - Isola degli uccelli (鳥島?, Tori-shima);
      - Roccia del polpo (蛸岩?, Tako-iwa);
      - Roccia tatami (畳岩?, Tatami-iwa);
      - Roccia dell'ago (針之岩?, Hari-no-iwa);

    - Isola mediatore (媒島?, Nakōdo-jima);
      - Isola degli uccelli (鳥島?, Tori-shima);
      - Roccia degli occhiali (眼鏡岩?, Megane-iwa);

    - Isola sposa (嫁島?, Yome-jima);
      - Isola posteriore (後島?, Ushiro-jima);
      - Isola anteriore (前島?, Mae-jima);
      - Piccola isola orientale posteriore (後東小島?, Gotō-kojima);
      - Piccola isola meridionale anteriore (前南小島?, Zennan-kojima);

  - Gruppo del padre (父島列島?, Chichi-jima Rettō), anche noto come gruppo Beechey:
    - Isola nipote (孫島?, Mago-jima);
      - Piccola isola nordorientale (北東小島?, Hokutō-kojima);
      - Scoglio settentrionale (北磯?, Kita-iso);

    - Isola fratello minore (弟島?, Otōto-jima);
      - Roccia del pipistrello (蝙蝠岩?, Kōmori-iwa);
      - Rocce di Benzaiten (弁天岩?, Benten-iwa);

    - Isola fratello maggiore (兄島?, Ani-jima);
      - Isola zucca (瓢箪島?, Hyōtan-jima);
      - Isola persona (人丸島?, Hitomaru-jima);
      - Roccia del cappello di corvo (烏帽子岩?, Eboshi-iwa);
      - Roccia degli occhiali (眼鏡岩?, Megane-iwa);
      - Roccia del gatto (猫岩?, Neko-iwa);

    - Isola occidentale (西島?, Nishi-jima);
      - Roccia occidentale (西之岩?, Nishi-no-iwa);
      - Grande roccia (大岩?, Ō-iwa);
      - Roccia del pesce (魚岩?, Uo-iwa);

    - Isola orientale (東島?, Higashi-jima);
      - Roccia della candela (蝋燭岩?, Rōsoku-iwa);

    - Isola padre (父島?, Chichi-jima);
      - Isola intermediaria (中通島?, Nakadōri-jima);
      - Isola sudorientale (巽島?, Tatsumi-jima);
      - Isola lunga (縦島?, Tate-jima);
      - Isola fantasma (霊岸島?, Reigan-jima);
      - Roccia del cappello di corvo (烏帽子岩?, Eboshi-iwa);
      - Roccia Futami (二見岩?, Futami-iwa);
      - Roccia del polpo (蛸岩?, Tako-iwa);

    - Isola meridionale (南島?, Minami-jima);
      - Isola chiavistello (閂島?, Kanuki-jima);
      - Roccia del cappello (沖冠岩?, Chūkan-iwa);

  - Gruppo della madre (母島列島?, Haha-jima Rettō), anche noto come gruppo Baily:
    - Isola madre (母島?, Haha-jima);
      - Isola delle sule (鰹鳥島?, Katsuodori-shima);
      - Isola delle sule mediana (中鰹鳥島?, Chūkatsuodori-shima);
      - Piccola isola delle sule (小鰹鳥島?, Kokatsuodori-shima);
      - Piccola isola occidentale corno di torno sdraiato (臥牛角東小島?, Gagyūgaku-higashikojima);
      - Piccola isola settentrionale della penisola orientale (東崎北小島?, Higashizaki-kita-kojima);
      - Roccia demone (鬼岩?, Oni-iwa);
      - Roccia del tuono (雷岩?, Kaminari-iwa);
      - Quattro rocce (四本岩?, Shihon-iwa);

    - Isola frontale (向島?, Mukō-jima);
    - Isola piatta (平島?, Hira-jima);
      - Isola circolare (丸島?, Maru-jima);
      - Isola dei gemelli (二子島?, Futago-jima);

    - Isola nipote (姪島?, Mei-jima);
      - Isola degli uccelli (鳥島?, Tori-shima);
      - Isolotto dei tonni meridionale (鮪根南小島?, Maguroneminami-kojima);

    - Isola sorella maggiore (姉島?, Ane-jima);
      - Isola degli uccelli settentrionale (北鳥島?, Kitatori-shima);
      - Isola degli uccelli meridionale (南鳥島?, Minamitori-shima);
      - Tre rocce (三本岩?, Sanbon-iwa);
      - Due rocce (二本岩?, Nihon-iwa);
      - Scogli del canale (溝磯?, Dobu-iso);

    - Isola sorella minore (妹島?, Imōto-jima);
      - Isola delle capre (野羊島?, Yagi-shima);
      - Isola degli uccelli (鳥島?, Tori-shima);
- Gruppo Vulcano (火山列島?, Kazan Rettō):
  - Isola dello zolfo settentrionale (北硫黄島?, Kitaiō-jima);
    - Piccola isola circolare meridionale (丸根南小島?, Maruneminami-kojima);

  - Isola dello zolfo (硫黄島?, Iō-jima);
    - Piccola isola settentrionale della spiaggia delle rocce volanti (飛石鼻北小島?, Tobiishihana-kita-kojima);
    - Roccia della prigione (監獄岩?, Kangoku-iwa);
    - Roccia spaccata (離岩?, Hanare-iwa);
    - Roccia orientale (東岩?, Higashi-iwa);

  - Isola dello zolfo meridionale (南硫黄島?, Minamiiō-jima);
    - Piccola isola nord-nordoccidentale (北北西小島?, Hokuhokusei-kojima);
    - Piccola isola settentrionale (北小島?, Kita-kojima);
    - Piccola isola occidentale di capo Matsue (松江岬西小島?, Matsuemisakinishi-kojima);
    - Piccola isola settentrionale di capo Matsue (松江岬北小島?, Matsuemisakikita-kojima);
    - Piccola isola orientale di capo Matsue (松江岬東小島?, Matsuemisakihigashi-kojima);
    - Piccola isola meridionale di capo Matsue (松江岬南小島?, Matsuemisakiminami-kojima);
    - Piccola isola orientale (東小島?, Higashi-kojima);
    - Piccola isola est-sudorientale (東南東小島?, Tōnantō-kojima);
    - Piccola isola sudorientale superiore (南東上小島?, Nantōkami-kojima);
    - Piccola isola sudorientale inferiore (南東下小島?, Nantōshimo-kojima);
    - Piccola isola sud-sudorientale (南南東小島小島?, Nannantō-kojima);
    - Piccola isola meridionale (南小島?, Minami-kojima);
    - Piccola isola sud-sudoccidentale inferiore (南南西下小島?, Nannanseishimo-kojima);
    - Piccola isola sud-sudoccidentale superiore (南南西上小島?, Nannanseikami-kojima);
    - Piccola isola sudoccidentale (南西小島?, Nansei-kojima);
- Isola occidentale (西之島?, Nishino-shima), anche nota come isola Rosario, a ovest del gruppo Hahajima e a nord del gruppo vulcano, geograficamente isolata ma geologicamente collegata a quest'ultimo.

Vi sono poi altre isole appartenenti all'arcipelago amministrativamente ma non geograficamente o geologicamente:
- Lontana isola degli uccelli (沖ノ鳥島?, Okinotori-shima), anche noto come Parece Vela, un atollo con tre isolotti affioranti:
  - Isolotto orientale (東小島?, Higashi-kojima);
  - Isolotto settentrionale (北小島?, Kita-kojima);
  - Isolotto meridionale (南小島?, Minami-kojima), quest'ultimo artificiale;
- Isola degli uccelli meridionale (南鳥島?, Minamitori-shima), anche nota come isola Marcus.

Le isole del gruppo vulcano si trovano a sud degli altri gruppi principali, mentre Okino Torishima si trova altri 700 km più a sud, e Minami Torishima si trova circa a 1900 km ad est del gruppo principale.

## Storia

### Scoperta
La prima scoperta dell'isola da parte di navigatori di origine europea si ritiene fosse nel 1543, coll'esploratore spagnolo Bernardo de la Torre.
Nei secoli XVIII e XIX gli spagnoli si riferirono a queste isole come Islas del Arzobispo ("Isole dell'Arcivescovo"), mentre i riferimenti contemporanei nella cartografia giapponese sono meno accurati, al punto da essere considerati da alcuni come intesi a fuorviare, forse coll'intenzione scoraggiare tentativi di colonizzazione da parte di altre nazioni. L'autore Frederick William Beechey utilizzò il nome spagnolo fino al 1831, e credeva che il termine giapponese "Boninsima" (isole Bonin) si riferisse ad altre isole.

### Colonizzazione
Il primo insediamento alle isole fu di un americano, Nathaniel Savory, che fondò la prima colonia a Chichi-jima nel 1830. Nel 1853, il commodoro Perry visitò le isole, acquistandole da Savory per $50, ma i discendenti di Savory vivono ancora sulle isole.

### Seconda guerra mondiale
Durante la seconda guerra mondiale, la maggior parte degli abitanti delle isole Ogasawara furono trasferiti nelle isole principali del Giappone. Le basi militari giapponesi di questo periodo comprendevano grandi fortificazioni.
Il 2 settembre 1944 il futuro presidente statunitense George H. W. Bush, che pilotava un aerosilurante, fu colpito durante un attacco a Chichi jima. Bush completò il bombardamento e dovette abbandonare l'aereo paracadutandosi nel mare, mentre gli altri due membri del suo equipaggio non sopravvissero. Bush fu poi riportato in salvo da un sottomarino statunitense.
Tra il febbraio e il marzo 1945, l'isola di Iwo Jima fu teatro di una famosa battaglia. I giapponesi combatterono molto duramente, tanto che i sopravvissuti furono meno del cinque per cento, circa mille su ventiduemila.

### Dopoguerra
Le isole furono occupate e amministrate dalla marina degli Stati Uniti fino al 1968, quando furono restituite al Giappone. Attualmente gli abitanti dell'arcipelago sono cittadini giapponesi, e il giapponese è la lingua corrente. Esiste anche un dialetto locale che contiene forme derivate sia dal giapponese, sia dall'inglese che parlavano i primi coloni, ma questo dialetto è usato soprattutto dai residenti più anziani. Nel 2005, Daniel Long e Naoyuki Hashimoto hanno pubblicato un dizionario bilingue, Talking Dictionary of the Bonin Islands Language (with CD-ROM). Annualmente il numero di turisti è di circa diciassettemila. Chichijima ha un radiotelescopio con un diametro di 25 m che appartiene alla rete VERA (VLBI Exploration of Radio Astrometry), parte dell'Osservatorio Astronomico Nazionale del Giappone.

### Sviluppi recenti
Il ministero dell'ambiente del Giappone e il ministero dell'agricoltura, foresteria, e pesca del Giappone hanno proposto le isole Ogasawara come Patrimonio dell'umanità in base a criteri geologici, ecologici e di biodiversità.

## Trasporti
Le isole sono collegate alle isole principale del Giappone dalla nave Ogasawara Maru, di 6700 tonnellate di stazza e capace di 1031 passeggeri. Le partenze settimanali sono dal porto di Takeshiba nella baia di Tokyo, e, tempo permettendo, la nave arriva al porto di Chichi jima circa 25 ore più tardi. Da Chichi jima, la Hahajima maru collega al porto di Haha jima. Servizio di ambulanza per emergenze mediche viene provveduto dalle forze di autodifesa del Giappone, utilizzando aerei o elicotteri basati a Iwo Jima o a Iwakuni.
L'isola di Chichi jima ha un servizio di autobus e di taxi. Vi si trovano anche servizi di autonoleggio e noleggio motocicli e biciclette. Nel luglio 2005 fu cancellato il progetto Super Liner Ogasawara, che avrebbe dovuto essere completato nel 2006, citando aumenti nel prezzo del petrolio.
Se fosse stato completato, avrebbe accorciato la durata del tragitto a circa 17 ore. Le due isole ufficialmente abitate delle Ogasawara non hanno aeroporto. L'unico aeroporto si trova a Iwo Jima. Aeroporti proposti per Chichi jima e Anijima non sono stati mai costruiti, in parte per motivi di protezione dell'ambiente. Nel 2017 il Governo metropolitano di Tokyo ha annunciato che stava valutando l'apertura di una linea aerea fra Tokyo e le isole Bonin usando una pista di 1200 m, da costruire su Chichi jima. La pista avrebbe consentito l'atterraggio di velivoli fino a 50 passeggeri. Il Governo metropolitano ha subordinato il progetto a una valutazione di impatto ambientale e di fattibilità economica. Il villaggio di Ogasawara ha approvato il progetto della pista di atterraggio, preferendola all'espansione dell'eliporto o al potenziamento dei collegamenti marittimi. Nel 2019, 490 milioni di yen sono stati stanziati per uno studio di fattibilità e sopralluoghi su Chichi jima per individuare il sito migliore per la costruzione della pista di atterraggio. Nell'agosto del 2020 il Governo metropolitano di Tokyo ha ribadito la sua volontà di costruire l'aeroporto, ma ha chiarito che il progetto non vedrà la luce prima del 2030. Per rispondere alle istanze ambientali, hanno proposto di accorciare la pista a circa 500 m, e utilizzare convertiplani.

## Geologia
Le isole Ogasawara principali emersero nell'Eocene, circa 48 milioni di anni fa. Si trovano in una zona di subduzione in cui la placca del Pacifico sta in subduzione sotto la placca delle Filippine. Le isole furono formate da attività vulcanica verso l'inizio di questo periodo. La roccia è soprattutto una forma di andesite nota come boninite, contenente soprattutto ossido di magnesio, cromo e silice. È possibile che le isole Ogasawara principali siano parte di un'ofiolite. Le rocce delle isole del gruppo vulcano sono molto più recenti. Iwo Jima è un vulcano non attivo ma con sorgenti calde che indicano attività in periodi recenti.

## Flora e fauna
Le isole Ogasawara hanno una propria ecoregione di foresta subtropicale umida a latifoglie con notevole biodiversità (circa 500 specie di piante) ed endemismo (circa il 43% delle specie).
Le foreste principali sono di tre tipi:
- foresta di media umidità, in zone basse e umide con suoli ben sviluppati. Queste foreste, quasi scomparse a causa dell'incremento dell'agricoltura prima del 1945, hanno un'altezza tipica di circa 15 metri e sono dominate da piante di Ardisia sieboldii. Altre specie importanti sono Elaeocarpus photiniaefolius, Pisonia umbellifera, e Pouteria obovata.
- foresta secca, in zone basse secche o zone più elevate, con un'altezza tipica fra i 4 e gli 8 metri. Questo tipo di foresta contiene soprattutto Distylium lepidotum, Rhaphiolepis integerrima, Schima mertensiana, Pouteria obovata e Syzygium buxifolium, e si può suddividere ulteriormente:
  - il tipo Distylium-Schima si trova in zone elevate esposte alle nubi e con suoli fini. In questo tipo di foreste si trovano molte specie rare e a rischio di estinzione, mentre le piante principali sono il Pandanus boninensis e il Syzygium buxifolium.
  - il tipo Raphiolepsis-Livistona si trova in zone elevate con terreni rocciosi. La maggior parte degli alberi appartiene alla specie Rhaphiolepis integerrima, mentre altre specie comprendono la palma a ventaglio Livistona chinensis var. bonensis, Pandanus boninensis e Ochrosia nakaiana.
- macchia, in creste o dirupi secchi esposti al vento o al mare. Queste macchie offrono la maggiore biodiversità di queste isole. Le specie dominanti sono Distylium lepidotum e Pouteria obovata, che arrivano a una altezza fra il mezzo metro e il metro e mezzo. Altri arbusti di questa zona comprendono Myrsine okabeana, Symplocos kawakamii, e Pittosporum parvifolium.

Vi sono molte specie di uccelli che dimorano o dimoravano alle isole Ogasawara. Fra le specie estinte si contano il Chaunoproctus ferreorostris (famiglia Fringillidae) e lo Zoothera terrestris (famiglia Turdidae), ambedue a Chichi jima.
L'isola di Chichi jima comprende una stazione di ripopolamento di tartarughe marine. Le tartarughe vivono in questa stazione fino al raggiungimento di un certo grado di maturità, il che in teoria diminuisce il rischio da predatori che tendono ad uccidere le tartarughe giovani.
Il calamaro gigante (Architeuthis) fu filmato per la prima volta in natura, nei pressi delle isole Ogasawara il 27 settembre 2005 (per molti si trattò di una coincidenza eccezionale, dato che le isole Ogasawara sono il luogo dove sono stati confinati Godzilla e i suoi mostri compagni nel film Gli eredi di King Kong). Un esemplare fu catturato nel dicembre 2006.